# Rosamaria Alberdi Castell
Rosamaria Alberdi Castell (Barcelona, 13 de febrero de 1951) es una enfermera y política socialista española, diputada en el Parlamento de las Islas Baleares en las legislaturas VI, VII y VIII. 

## Biografía
Diplomada en Enfermería y licenciada en Psicología. Trabajó durante ocho años como asesora en la Consejería de Sanidad de la Junta de Andalucía. Desde 2000 es profesora titular del Departamento de Enfermería y Fisioterapia de la Universidad de las Islas Baleares (UIB).

### Trayectoria política
Fue secretaria de organización del PSIB-PSOE y en marzo de 2004 sustituyó en su escaño al Parlamento de las Islas Baleares a Francesc Antich, cuando se presentó a las elecciones generales españolas de 2004. Después fue elegida diputada en las elecciones al Parlamento de las Islas Baleares de 2007 y 2011. Ha sido presidenta de la Comisión de Salud del Parlament Balear y miembro del Consejo Insular de Mallorca. Al Consell accede al inicio de la sexta legislatura, debido a que Francesc Antich era el portavoz socialista en el Parlament, cargo incompatible con el de consejero insular de Mallorca. Iba de número 9 en las listas y obtuvieron 8 escaños por Mallorca. El 19 de octubre de 2004 fue nombrada portavoz titular socialista en el Parlamento cargo que mantuvo sólo durante 21 días. Sin embargo, se dio la curiosidad que dado la incompatibilidad explicada antes, por este nombramiento, tuvo que dejar de ser consejera insular de Mallorca. Y el siguiente plenario insular en el que tuvo que despedirse, fue 7 días después de ya no ser portavoz parlamentaria. Sin embargo, tuvo que dejar la silla. 
Al inicio de la octava legislatura fue otra elegida portavoz socialista en el Parlament y esta vez lo fue por veinte días. El 25 de abril de 2012 dejó su escaño y volvió a la docencia universitaria.

## Premios y reconocimientos
- 2004 premio Cerca de ti del Colegio Oficial de Enfermeras y Enfermeros de Barcelona.
- 2011 reconocimiento a la trayectoria profesional de la Consejería de Salud del Gobierno de las Islas Baleares.[7]

- 2014 nombrada Académica de Honor por la Academia de Ciencias de la Enfermería de Vizcaya.
- 2016 investida Doctor Honoris Causa por la Universidad de Murcia.[8]